# Fondation Gan pour le cinéma
Fondation Gan pour le cinéma je nadace pojišťovací skupiny Groupama. Byla založena v roce 1987 pod záštitou francouzského režiséra Costa-Gavrase. Jejím cílem je podporovat tvorbu a distribuci celovečerních filmových debutů.

## Historie
V roce 1986 u příležitosti 50. výročí Cinémathèque française její prezident Costa-Gavras kontaktoval významné francouzské společnosti.
Pojišťovna Gan jeho žádost uvítala a na návrh režiséra v následujícím roce založila firemní nadaci na podporu kinematografie. Nadace Gan pro kinematografii byla založena během 40. ročníku filmového festivalu v Cannes v roce 1987.
Původně se jmenovala Fondation Gan pour le cinéma, dne 15. ledna 2007 byla přejmenována na Fondation Groupama Gan pour le Cinéma. Od roku 2014 se opět jmenuje Fondation Gan pour le cinéma.
Od založení nadace je jejím čestným prezidentem Costa-Gavras.
Nadace Gan, která je od svého založení partnerem Cinémathèque française, převzala v roce 2015 titul hlavního patrona Cinémathèque française, stejně jako banka Neuflize OBC (od roku 2010), poté Vivendi  v roce 2016 a filmová společnost Pathé v roce 2018.

## Aktivita
Každý rok porota Aide à la Création oceňuje čtyři celovečerní hrané filmové projekty (první nebo druhý film), vybrané podle scénáře, a uděluje Zvláštní cenu ambiciózním a originálním kreativním projektům.
Každý rok jsou pořádány dvě výzvy k předkládání projektů. Komise složená z odborníků předběžně vybere šest projektů. Poté proběhne konečný výběr vedený porotou vlivných osobností, který odmění dva vítězné projekty.